# 佐々木直美
佐々木 直美（ささき なおみ、3月7日 - ）は、日本の女優、タレント。所属事務所はトミーズアーティストカンパニー。東京都出身。
お笑いユニット・ヤンキーフォーのメンバー。愛称は「姉御」、「姉さん」、「総長」など。かつては梶本じゅん、網野圭介とトリオを組み、ナオミキャンディーを組んでいた。

## 主な出演作品

### テレビ
- エンタの天使（日本テレビ）
- Goroプレゼンツ マイ・フェア・レディ（TBS）
- イツザイ（テレビ東京）

### 舞台
- 劇団前墳バックドロップス公演
  - IZO（2007年、東京芸術劇場）
  - 龍馬よ雲になりすませ（2008年、萬スタジオ）
  - 題名未定（2008年、東京芸術劇場）
  - セブンガールズ（2009年、東京芸術劇場）

### イベント
- サンアルピナ鹿島槍スキー場 「GYPSY SPIRIT summer rock FES」（2008年）
- ラゾーナ川崎（2009年）
- 石丸電気ソフト本店（2009年）
- 赤坂サカス 「夏 Sacas'09 SacasWaterPark」（2009年）
- 神宮外苑花火大会2009 軟式野球場 （2009年）
- 東京ドームシティ ラクーア （2009年）
- ROCK ON FRIDAY NIGHT（2009年11月、初台THE DOORS）